# المديرية الرئيسية للمعلومات في الجيش البولندي
كانت المديرية الرئيسية للمعلومات في الجيش البولندي (GZI) أول شرطة عسكرية وجهاز مكافحة تجسس للجيش الشعبي البولندي في بولندا الشيوعية أثناء الحرب العالمية الثانية وبعدها. كما أنها معروفة أيضًا باسم (قسم معلومات الجيش).

## التاريخ والمسؤوليات
تأسست المديرية الرئيسية للمعلومات في الجيش البولندي في عام 1944 كجزء من الجيش البولندي في الاتحاد السوفييتي، وكانت مسؤولة عن:
- مكافحة التجسس في الجيش البولندي.
- حماية هيكل الجيش ووحدته من التخريب.
- تحييد أعضاء المنظمات المناهضة للدولة أو الأحزاب السياسية من وحدات الجيش أو هيكله.
- تحييد أعضاء المنظمات المناهضة للدولة أو الأحزاب السياسية في وحدات الجيش أو هيكله والذين كانوا يخططون للعمل ضد اللجنة البولندية الوطنية للتحرير.
- منع ومعاقبة حالات الفرار والخيانة العظمى.
- إنشاء وتشغيل شبكات من المخبرين السريين بين الجنود والضباط داخل هيكل الجيش.
- تأمين البنية التحتية العسكرية والمنشآت الهامة.

## أقسام المديرية الرئيسية للمعلومات في الجيش البولندي
- القسم 1: العمل المخابراتي في هيئة الأركان العامة للجيش البولندي.
- القسم 2: كشف وتحييد عملاء مخابرات العدو، استجواب أسرى الحرب الألمان.
- القسم 3: إدارة الأجهزة الميدانية في مجموعات الجيش والفرق والمناطق العسكرية.
- القسم 4: التحقيقات.
- القسم 5: التدقيق والاعتقال والمراقبة الخارجية.
- القسم 6: التوظيف والاختيار والتدريب، وتشكيل وحدات جديدة.
- القسم 7: السجلات الشخصية والإحصاءات العملية.
- القسم 8: المدونات والاتصالات.

مكتب الإمدادات الاستراتيجية للمديرية الرئيسية للمعلومات في الجيش البولندي.

## التوصيات

### السيطرة السوفيتية
الشخص المسؤول عن المديرية الرئيسية للمعلومات في الجيش البولندي هو رئيسها، كان مسؤولاً عن تصرفات المديرية وتقديم تقرير مباشر إلى نائب الوزير أو وزير الدفاع. ضمت المديرية في نهاية عام 1945 تسعة أقسام وثماني مديريات مستقلة وتجاوز عدد موظفيها 1000 ضابط. انخفض عدد الموظفين إلى 992 في العام التالي بسبب تسريح القوات المسلحة.
حدث في نفس الوقت إعادة بناء شاملة وتغيير للموظفين. كان الضباط الرئيسيون من الروس حتى نهاية شهر أغسطس/ آب عام 1944، وقد أتوا من أجهزة المخابرات السوفيتية مثل مفوضية الشعب لأمن الدولة (NKGB) والمفوضية الشعبية للشؤون الداخلية (NKVD) والفرع العسكري لمخابرات مكافحة الجواسيس سميرش. لم يتجاوز عدد البولنديين في المديرية الرئيسية للمعلومات في الجيش البولندي 43٪ في ديسمبر/ كانون الأول عام 1945، زادت هذه النسبة بعد عامي (1946-1947) لتصل إلى 77٪.
في الأشهر الأولى من بداية أنشطة المديرية الرئيسية للمعلومات في الجيش البولندي كان موظفو مقر وارسو روسيين بالكامل. وصل أول ضابط بولندي إلى المقر في نهاية عام 1945، وبحلول شهر سبتمبر/ أيلول عام 1947 حصل ضباط الجيش البولندي على جميع المناصب المهمة تقريبًا.
وضع المقر مرة أخرى في يونيو/ حزيران عام 1950 تحت إدارة ضابط روسي إذ أصبح ديميتري فوزنييسكي (ضابط سابق في وكالة سميرش) رئيس المديرية الرئيسية للمعلومات في الجيش البولندي. وجاء معه 150 ضابطًا روسيًا جديدًا وتولوا جميع المناصب التنفيذية.
عدد أعضاء المديرية الرئيسية للمعلومات في الجيش البولندي والعملاء السريين
أجبرت زيادة قمع ضباط الجيش والبحرية والقوات الجوية والتطور السريع للجيش الشعبي البولندي الجديد المديرية الرئيسية للمعلومات في الجيش البولندي على زيادة القوى العاملة على الأرض وعدد الموظفين.
بلغ عدد الموظفين الدائمين في المديرية 2740 في يناير/ كانون الثاني عام 1951 (1002 ضابط و302 ضابط صف و1198 موظفًا عسكريًا و238 موظفًا مدنيًا) وصل العدد في يناير/ كانون الثاني عام 1953 إلى 4130 موظفًا (1502 ضابط و453 ضابط صف و1795 من الموظفين العسكريين و380 من الموظفين المدنيين).
جُنّد مخبرون جدد وعملاء سريين من وحدات الجيش النظامي والبحرية والقوات الجوية. كان أكبر عدد من المخبرين والعملاء السريين في عام 1952 إذ بلغ عدد جنود الجيش البولندي ما مجموعه 486351 ووصل عدد المخبرين والعملاء السريين داخل الهيكل العسكري إلى 24025. في ذلك الوقت كان كل جندي من أصل سبعة جنود في الجيش البولندي على اتصال مع أحد ضباط المديرية الرئيسية للمعلومات في الجيش البولندي. كان المعيار المعتمد هو وجود عنصر واحد على الأقل من المديرية في كل فصيل في الجيش.

### القمع
لعبت المديرية الرئيسية للمعلومات في الجيش البولندي بين عامي 1944 و1957 دورًا مهما في تطهير ضباط وجنود الجيش من الذين قُبلوا في الجيش الشعبي البولندي الجديد، وكانت مسؤولة عن عمليات القمع والإعدام لجنود الجيش المحلي.

## القضايا الرئيسة
- ستانيسلاف تتار، يوتنيك، نوفيكي.
- محاكمة الجنرالات.
- قضية القادة (ستانيسلاف ميسكوفسكي، زبيغنيوف برزيبيزوفيسكي، جيرزي ستانيفيتش).

## التغيير وإعادة التشكيل
أصبح مجلس المعلومات الرئيسي بوزارة الدفاع الوطني (GZI MON) (طُبق هذا الاسم منذ عام 1950) جزءًا من لجنة الأمن العام (KGB) في سبتمبر/ أيلول عام 1955، وهي خليفة وزارة الأمن العام المسؤولة عن الشرطة السياسية والمخابرات والحكومة والحماية.
انفصلت المديرية الرئيسية للمعلومات في الجيش البولندي عن لجنة الأمن العام في نوفمبر/ تشرين الثاني عام 1956 وعادت إلى دورها السابق مرة أخرى بصفتها المديرية الرئيسية للمعلومات بوزارة الدفاع الوطني.
بعد الإصلاح الذي نفذه السياسي فالديسيا غومولكا في عام 1956 والدور الذي لعبته المديرية الرئيسية للمعلومات في الجيش البولندي في عمليات القمع والإعدام حُلّت المديرية الرئيسية للمعلومات بوزارة الدفاع الوطني بعد عام واحد (في عام 1957) واستعيض عنها بمكتب الخدمة العسكرية الداخلية (WSW).

## التغييرات العسكرية في عامي 1990 و1991
انضم مكتب الخدمة العسكرية الداخلية إلى المخابرات العسكرية في عام 1990 (المديرية الثانية - الأركان العامة في الجيش البولندي)، إذ إن المخابرات كانت تعمل تحت هيكل واحد وهو (المديرية الثانية للمخابرات والحماية). قبل وزير الدفاع الوطني الجنرال فلولريان سيويكي بهذا الهيكل التنظيمي، ولكن المؤسسة العسكرية والسياسية البولندية لم تكن راضية عن الحجم الكبير للمديرية الثانية. اتخذ قرار بفصل قسم تطبيق القانون المسؤول عن تطبيق القانون والأنظمة في الجيش وإنشاء منظمة جديدة تسمى المنظمة العسكرية. تحولت بقايا المنظمات ما بعد الشيوعية والمخابرات العسكرية إلى منظمة المعلومات العسكرية (WSI).

## رؤساء المديرية الرئيسية للمعلومات في الجيش البولندي
- 1944 – 1945: الكولونيل بيوتر كوزسكو.
- 1945 – 1947: الكولونيل جان روتكوفسكي
- 1947 – 1950: الكولونيل ستيفان كول.
- 1950 – 1953: الكولونيل دميتري فوزنيسكي.
- 1953 – 1956: الكولونيل كارول بوكوفسكي.
- 1956 – 1957: الكولونيل ألكسندر كوكوسين

## تمثيل المديرية في وسائل الإعلام الشعبية
أظهر فلم (الاستجواب) آلية عمل المديرية في عام 1982.